# 欧州連合離脱大臣
欧州連合離脱大臣（おうしゅうれんごうりだつだいじん、英語: Secretary of State for Exiting the European Union）は、かつてイギリスにおいて設置されていた閣僚ポスト。EU離脱大臣、ブレグジット大臣（Brexit Secretary）などとも呼ばれる。

## 概説
2016年6月23日に行われたイギリスの欧州連合 (EU) 離脱を巡る国民投票の結果、離脱派が多数となり、イギリスのEUからの離脱が決定した。これを受け、デイヴィッド・キャメロンが首相辞任を表明して第2次キャメロン内閣が総辞職し、後任のテリーザ・メイ首相率いるメイ内閣（第1次）が組閣され、主にEU離脱問題を担当する閣僚ポストとして、欧州連合離脱大臣が新設された。
それまでのエネルギー・気候変動省をメイ政権下で新設されたビジネス・エネルギー・産業戦略省へ吸収し、空いたスペースに欧州連合離脱省を設置することとなった。
2020年1月31日午後11時にイギリスはEUからの離脱を果たし、欧州連合離脱省も廃止された。

## 歴代大臣
政党別色分け

      保守党
| 名前          | 名前                     | 肖像          | 在任           | 在任               | 政党   | 首相 | 首相           |
| ------------- | ------------------------ | ------------- | -------------- | ------------------ | ------ | ---- | -------------- |
|               | デイヴィッド・デイヴィス |               | 2016年7月13日  | 2018年7月8日       | 保守党 |      | テリーザ・メイ |
|               | ドミニク・ラーブ         |               | 2018年7月9日   | 2018年11月15日     | 保守党 |      | テリーザ・メイ |
|               | ステファン・バークレー   |               | 2018年11月16日 | 2019年7月24日      | 保守党 |      | テリーザ・メイ |
| 2019年7月24日 | ステファン・バークレー   | 2020年1月31日 |                | ボリス・ジョンソン | 保守党 |      |                |